# Joshua (Teksas)
Joshua – miasto w Stanach Zjednoczonych, w stanie Teksas, w hrabstwie Johnson.

## Demografia
Według przeprowadzonego przez United States Census Bureau spisu powszechnego w 2010 miasto liczyło 5 910 mieszkańców, co oznacza wzrost o 30,5% w porównaniu do roku 2000. Natomiast skład etniczny w mieście wyglądał następująco: Biali 92,4%, Afroamerykanie 1,0%, Azjaci 0,4%, pozostali 6,2%.